# Wyspy Tokara
Wyspy Tokara (jap. 吐噶喇列島 lub トカラ列島 Tokara-rettō) – grupa wysp w Japonii, stanowiąca północną część archipelagu Satsunan (Satsunan-shotō), w północnej części archipelagu Riukiu (jap. Nansei-shotō). Grupa należy administracyjnie do prefektury Kagoshima.

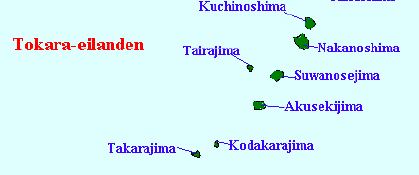
Mapa wysp Tokara

Łańcuch Tokara, wraz z grupami wysp: Amami (Amami-shotō) i Ōsumi (Ōsumi-shotō), tworzy archipelag Satsunan (Satsunan-shotō), północną część wysp Riukiu.

## Główne wyspy

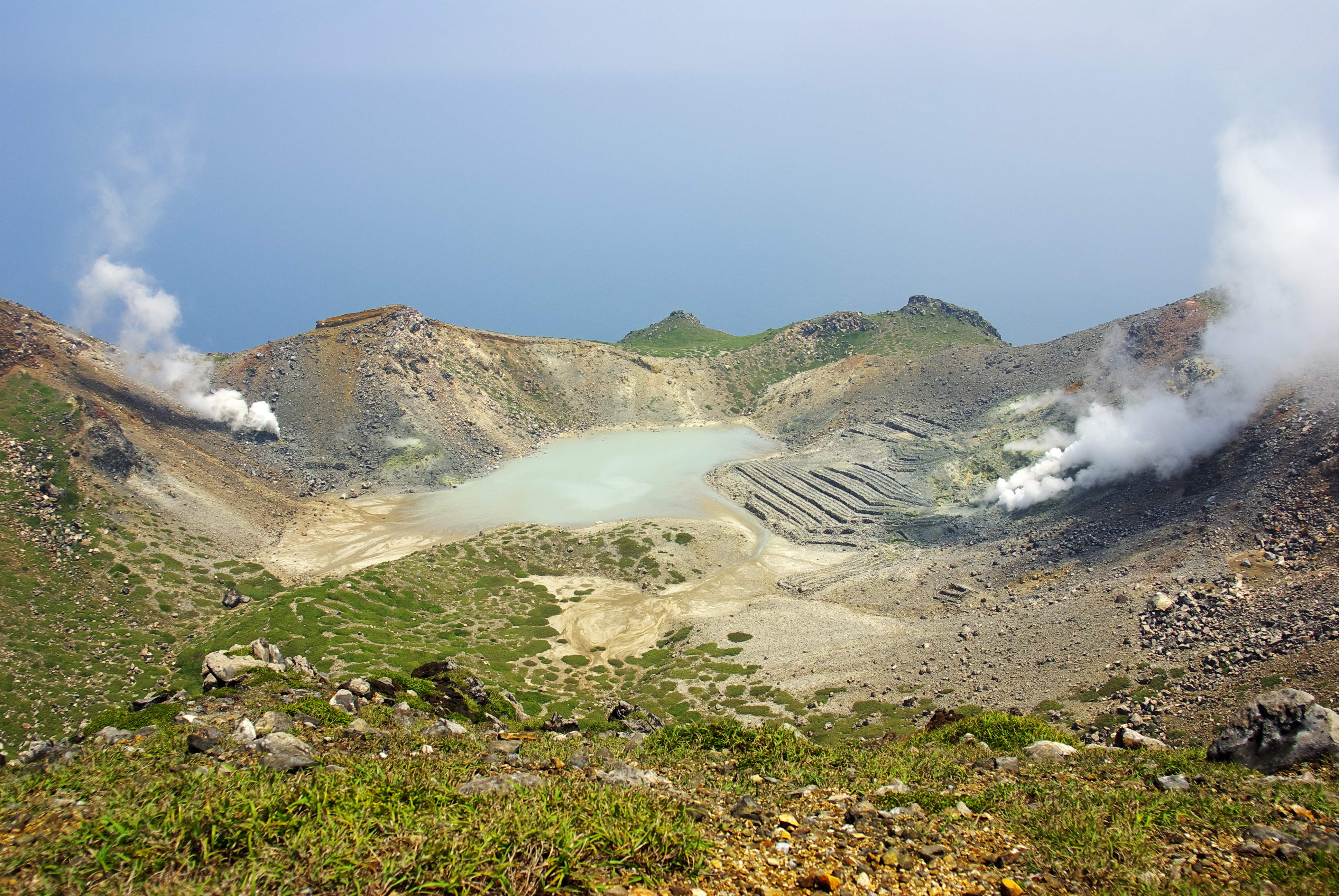
Krater na najwyższym szczycie (Otake) na wyspie Nakano-shima

- Kuchi-no-shima
- Naka-no-shima
- Gaja-jima (bezludna)
- Kogaja-jima (bezludna)
- Taira-jima
- Suwanose-jima
- Akuseki-jima
- Ko-jima (bezludna)
- Kodakara-jima
- Takara-jima
- Kaminone-jima (bezludna)
- Yokoate-jima (bezludna)